# Reptoclausa
Reptoclausa is een uitgestorven geslacht van mosdiertjes, dat leefde van het Jura tot het Krijt.

## Beschrijving
Deze behoorlijk stevige, korstvormige kolonie bevatte lengteribben in de groeirichting. De zijden en de kam van de ribben werden ingenomen door zooëcia, die in het bezit waren van vrijwel ronde openingen, die dienden voor de voedselvoorziening. Kleinere meervormige en gesloten zooëcia, die andere functies hadden, zorgden voor opvulling van de diepere en gladde ruimte tussen de ribben. Deze kolonies konden zich goed handhaven op bewegende voorwerpen, zoals rollende stenen en schelpen, in de woelige oceanen. De normale diameter van de kolonie bedroeg ± 4 cm.